# Parlez-moi de la pluie
Pour les articles homonymes, voir Let It Rain.
Pour plus de détails, voir Fiche technique et Distribution.
Parlez-moi de la pluie est un film français réalisé en 2008 par Agnès Jaoui, avec Jean-Pierre Bacri, Agnès Jaoui et Jamel Debbouze.

## Synopsis
À l'occasion des prochaines échéances électorales, Agathe Villanova, engagée en politique et féministe, revient dans la maison de son enfance, dans le sud de la France. Dans cette maison vivent sa sœur Florence, son mari et ses enfants. Mimouna est la femme de ménage qui au moment de l'indépendance de l’Algérie, a suivi les Villanova jusqu’ici. Le fils de Mimouna, Karim, et son ami Michel Ronsard tournent un documentaire sur Agathe, dans le cadre d'une collection sur « les femmes qui ont réussi ». Ce mois d’août anormalement gris leur réserve bien des surprises.

## Fiche technique
- Titre : Parlez-moi de la pluie
- Titres anglais : Let it rain / Let's talk about the rain
- Réalisation : Agnès Jaoui
- Scénario : Agnès Jaoui et Jean-Pierre Bacri
- Photographie : David Quesemand
- Montage : François Gédigier et Sylvie Lager
- Décors : Christian Marti et Philippe Cabrie
- Costumes : Elsa Gies et Eve-Marie Arnault
- Supervision musicale : Christian Chevallier
- Casting : Brigitte Moidon
- Effets spéciaux : Olivier Zenenski
- Photographe de plateau : Jean-Paul Dumas-Grillet
- Producteurs : Jean-Philippe Andraca et Christian Bérard
- Assistante de production : Camille Nahassia
- Sociétés de production : Les Films A4, France 2 Cinéma, Studiocanal et Canal+ avec le soutien du CNC, de la région PACA et de TPS Star
- Sociétés de distribution : Studiocanal ( France), Les Films Séville ( Canada), Frenetic Films (de) ( Suisse)
- Pays d’origine :  France
- Langue : français
- Budget : 9.52M€[1]
- Box-office Europe : 1 227 661 entrées[2]
- Format : couleur - 2,35:1 - 35 mm
- Caméras : Panavision anamorphique
- Laboratoires : Technicolor
- Son : Dolby Digital et DTS
- Genre : comédie dramatique
- Durée : 98 minutes
- Date de sortie : 
  - France : 17 septembre 2008

## Distribution
- Agnès Jaoui : Agathe Villanova
- Jean-Pierre Bacri : Michel Ronsard
- Jamel Debbouze : Karim
- Pascale Arbillot : Florence
- Guillaume de Tonquédec : Stéphane
- Frédéric Pierrot : Antoine
- Mimouna Hadji : Mimouna
- Florence Loiret Caille : Aurélie
- Anne Werner : Séverine
- Laurent Jarroir : Guillaume
- Jean-Claude Baudracco : paysan 1, Ernest
- Luc Palun : paysan 2, Didier, qui propose la « prune »
- Marc Betton : le producteur
- Bernard Nissille : l'homme du baptême
- Alain Bouscary : le serveur
- Candide Sanchez : le prêtre
- Danièle Douet : la mère de Rodolphe
- Sacha Rousselet : enfant de Florence 1
- Sonam Roussel : enfant Florence 2
- Alexandre Dobrowolski : Rodolphe
- Victoria Cohen : Agathe, enfant
- Morgane Kerhousse : Florence, enfant
- Myriam Arab : Mimouna, jeune
- Isabelle Devaux : la mère Villanova
- Antoine Garceau : le père Villanova
- Jacques Rebouillat : le patron de l'hôtel
- Amélie Bardon : l’amie d'Aurélie à l'église
- Sarah Barrau : la réceptionniste
- François Gédigier : le monteur
- Loucia Alarco : le bébé baptisé
- Manon Mialhe : le bébé baptisé
- Athéna Mataix : le bébé baptisé
- Athéna Maraux : bébé baptême
- Erwan Villard : (non crédité)

## Production

### Lieux de tournage[3]
Sauf indication contraire, les informations mentionnées dans cette section peuvent être confirmées par le générique de fin de l'œuvre audiovisuelle présentée ici, ainsi que par la base de données cinématographiques IMDb,  présente dans la section « Liens externes ».
- Provence-Alpes-Côte d'Azur :
  - Bouches-du-Rhône : Aureille, Les Baux-de-Provence, Eygalières, Eyguières, Mas-Blanc-des-Alpilles - notamment devant l'Hôtel Mistral, Massif des Alpilles, Mouriès, Saint-Étienne-du-Grès (restaurant Le Garde-Manger), Saint-Rémy-de-Provence, et Tarascon
  - Vaucluse : (Avignon - Rue Peyrolerie et L'Isle-sur-la-Sorgue[4]),
- Occitanie :
  - Gard (Beaucaire)
- Île-de-France :
  - Seine-et-Marne (Fontainebleau),
  - Paris, (rue du Faubourg-Saint-Denis, rue de l'Échiquier[5])

## Accueil

### Accueil critique
Sur l'agrégateur américain Rotten Tomatoes, le film récolte 76 % d'opinions favorables pour 50 critiques. Sur Metacritic, il obtient une note moyenne de 82⁄100 pour 35 critiques.
En France, le site Allociné propose une note moyenne de 3,3⁄5 à partir de l'interprétation de critiques provenant de 27 titres de presse.

## Distinctions
- Pour son rôle dans le film, Pascale Arbillot reçoit le Prix Raimu de la comédie dans un second rôle en 2008.

## À noter
- Parlez moi de la pluie, ce sont aussi les premiers mots de L'Orage, une chanson de Georges Brassens, auquel il est fait référence par le choix dans la bande originale d'une reprise instrumentale (banda) de sa chanson Les Passantes (dont les paroles sont d'Antoine Pol).
- Dernier rôle au cinéma pour Marc Betton.